# Barbus myersi
Barbus myersi е вид лъчеперка от семейство Шаранови (Cyprinidae).

## Разпространение
Видът е разпространен в Демократична република Конго.